# کیت فورفی
کیت فورفی (انگلیسی: Keith Furphy؛ زادهٔ ۳۰ ژوئیهٔ ۱۹۵۸) بازیکن فوتبال اهل ایالات متحده آمریکا است.
از باشگاه‌هایی که در آن بازی کرده‌است می‌توان به باشگاه فوتبال ویلدستون، باشگاه فوتبال بث سیتی، و باشگاه فوتبال پلیموث آرگیل اشاره کرد.